# Kostolná pri Dunaji
Kostolná pri Dunaji és un poble i municipi d'Eslovàquia que es troba a la regió de Bratislava, a l'extrem occidental del país, prop de la frontera amb Àustria.

## Història
La primera menció escrita de la vila es remunta al 1332.

## Demografia
| Godina             | 1994 | 2004   | 2014    | 2024    |
| ------------------ | ---- | ------ | ------- | ------- |
| Nombre de persones | 466  | 470    | 592     | 901     |
| Diferència         |      | +0,85% | +25,95% | +52,19% |

| Godina             | 2023 | 2024   |
| ------------------ | ---- | ------ |
| Nombre de persones | 873  | 901    |
| Diferència         |      | +3,20% |